# Dyego Wilverson Ferreira Sousa
Dyego Wilverson Ferreira Sousa (São Luís, Maranhão, 14 de septiembre de 1989), más conocido como Dyego Sousa, es un futbolista profesional brasileño, nacionalizado portugués, que juega como delantero en el C. D. Nacional de la Primeira Liga.

## Trayectoria
Tras formarse en el Sociedade Esportiva Palmeiras brasileño, en 2007 dio el salto a Europa para jugar en el C. D. Nacional de Portugal. Dos temporadas después, regresó a Brasil para jugar en el Moto Club de São Luís y en el Operário Ferroviário Esporte Clube.
En 2010 regresó a Portugal para firmar en el Leixões Sport Club, donde jugó una temporada antes de marcharse a Angola para jugar en el G. D. Interclube Luanda durante la temporada 2011-12. En verano de 2012 firmó por el C. D. Tondela y en la temporada siguiente por el Portimonense Sporting Clube. El 13 de julio de 2014 llegó al C. S. Marítimo.
En las temporadas 2017-18 y 2018-19 jugó en el Sporting de Braga, marchándose en julio de 2019 al Shenzhen F. C. de la Superliga China.
En enero de 2020 regresó a Portugal al llegar en calidad de cedido al S. L. Benfica, marchándose en octubre para seguir su carrera en el F. C. Famalicão.
El 31 de agosto de 2021, tras desvincularse del Shenzhen F. C., firmó por la U. D. Almería de España. En su primer año en el equipo lograron ascender a Primera División. En total disputó 47 partidos en los que marcó cinco goles y en agosto de 2023 llegó a un acuerdo para rescindir su contrato. Una semana después de este hecho se comprometió con la A. D. Alcorcón por una temporada.
El 31 de agosto de 2024 se confirmó su vuelta a Portugal y a Madeira para jugar en el C. D. Nacional durante la campaña 2024-25.

## Selección nacional
El 15 de marzo de 2019 el seleccionador portugués Fernando Santos lo convocó para los partidos de clasificación para la Eurocopa 2020 ante Ucrania y Serbia, haciendo su debut el 22 de marzo en el empate a 0 ante Ucrania.

## Clubes
| Club                     | País     | Año       |
| ------------------------ | -------- | --------- |
| Moto Club                | Brasil   | 2009      |
| Operário F. E. C         | Brasil   | 2010      |
| Leixões S. C.            | Portugal | 2010-2011 |
| G. D. Interclube         | Angola   | 2011-2012 |
| C. D. Tondela            | Portugal | 2012-2013 |
| Portimonense S. C.       | Portugal | 2013-2014 |
| C. S. Marítimo           | Portugal | 2014-2017 |
| S. C. Braga              | Portugal | 2017-2019 |
| Shenzhen F. C.           | China    | 2019-2021 |
| S. L. Benfica (cedido)   | Portugal | 2020      |
| F. C. Famalicão (cedido) | Portugal | 2020      |
| U. D. Almería            | España   | 2021-2023 |
| A. D. Alcorcón           | España   | 2023-2024 |
| C. D. Nacional           | Portugal | 2024-     |

## Palmarés

### Títulos internacionales
| Título                      | Club (*)              | País     | Año  |
| --------------------------- | --------------------- | -------- | ---- |
| Liga de Naciones de la UEFA | Selección de Portugal | Portugal | 2019 |

(*) Incluyendo la selección.